# Obturador Bradbury–Nielsen

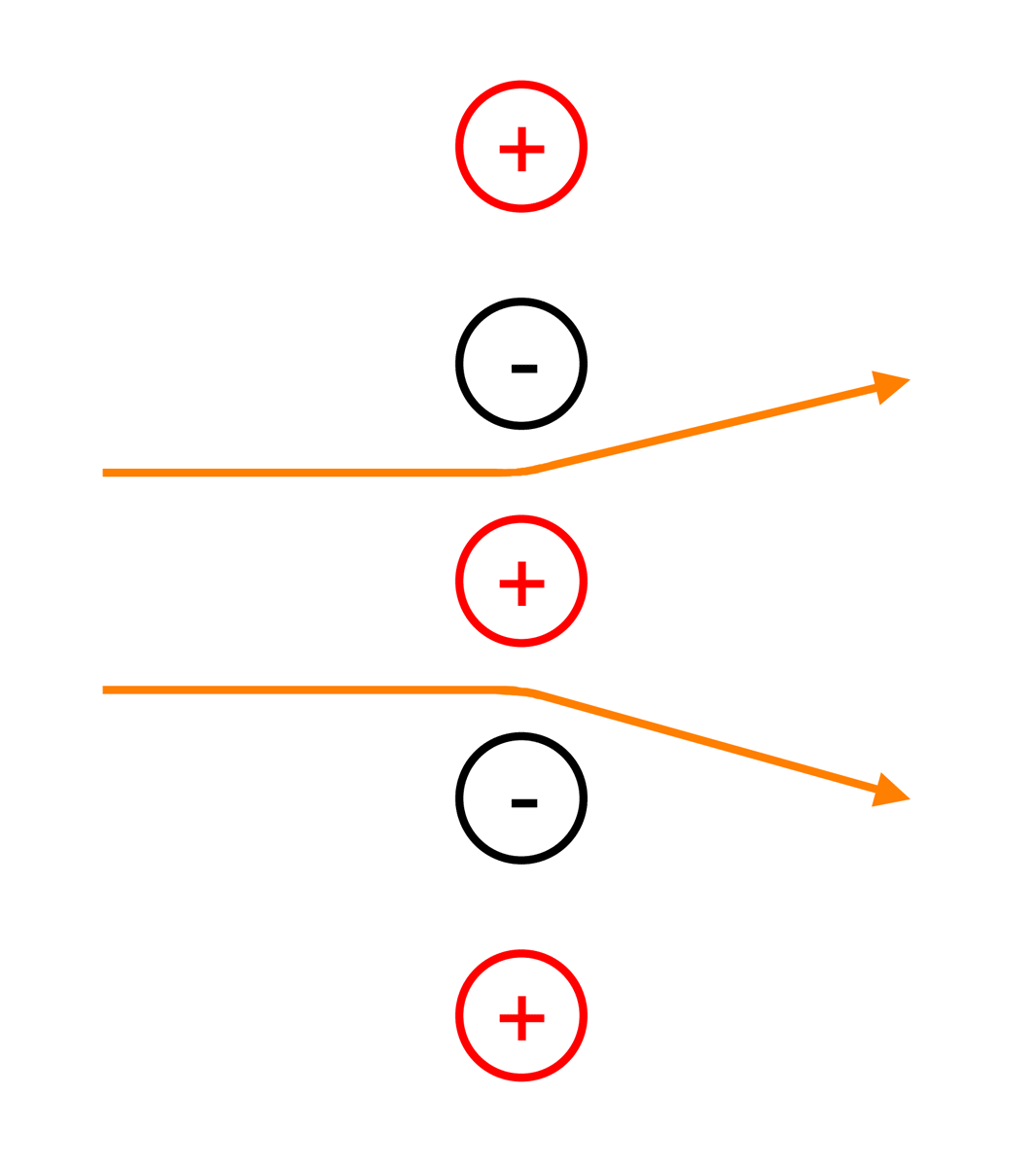
Vista superior esquemática de uma veneziana Bradbury-Nielsen com tensões ligadas (deflexão).

Uma veneziana Bradbury-Nielsen (ou porta Bradbury-Nielsen ) é um tipo de porta elétrica de íons, que foi proposta pela primeira vez em um artigo de Norris Bradbury e Russel A. Nielsen, onde a usaram como filtro de elétrons. Hoje eles são usados no campo da espectrometria de massa, onde são usados tanto em espectrômetros de massa TOF quanto em espectrômetros de mobilidade iônica, bem como em espectrômetros de massa com transformada de Hadamard (uma variante do TOF-MS). O obturador Bradbury-Nielsen é ideal para injetar pulsos curtos de íons e pode ser usado para melhorar a resolução de massa de instrumentos TOF, reduzindo o tamanho do pulso inicial em comparação com outros métodos de injeção de íons.

## Portas de íons microusinadas
Foi relatado um portão Bradbury-Nielsen microusinado a partir de um wafer de silício sobre isolante.